# Louis Mountbatten
Louis Francis Albert Victor Nicholas George Mountbatten, från 14 augusti 1947 1:e earl Mountbatten av Burma, född 25 juni 1900 på Frogmore House i Windsor i Berkshire, död 27 augusti 1979 utanför Mullaghmore i County Sligo (mördad), var en brittisk sjöofficer (Admiral of the Fleet) som var mest känd för att ha varit Brittiska Indiens siste vicekung. Han var bror till Sveriges drottning Louise.

## Karriär
Åren 1943–1946 var Mountbatten högste befälhavare för de allierade styrkorna i Sydostasien och ledde det framgångsrika fälttåget i Burma. Mountbatten mottog i Singapore 12 september 1945 kapitulationen från de japanska styrkorna i södra Asien. Den japanske befälhavaren fältmarskalk Hisaichi Terauchi, som i april samma år drabbats av ett slaganfall, företräddes vid ceremonin av general Seishiro Itagaki. Terauchi kapitulerade till Mountbatten i Saigon 30 november 1945. I egenskap av generalguvernör och vicekung februari–augusti 1947 i det brittiska kejsardömet Indien förhandlade Mountbatten fram den övergång till självständighet för Indien och Pakistan, vilken blev verklighet 15 augusti 1947. Därefter fortsatte Mountbatten som generalguvernör i Indien till juni 1948.
Mountbatten tillträdde som förste sjölord i april 1955 och avslutade sin militära bana med tjänstgöring som Storbritanniens försvarschef (Chief of the Defence Staff) från juli 1959 till juli 1965 och guvernör för Isle of Wight.

## Familj
Mountbatten föddes som HSH (His Serene Highness eller Seine Durchlaucht) prins Louis av Battenberg och son till Ludvig av Battenberg och prinsessan Viktoria av Hessen-Darmstadt (dotterdotter till drottning Viktoria). Familjen ändrade 1917 namnet Battenberg till Mountbatten. Han var bror till kung Gustaf VI Adolfs gemål, drottning Louise och prins Philips mor Alice. Han gifte sig 1922 med Edwina Ashley (1901–1960) och de fick tillsammans två döttrar:
- Patricia Mountbatten, andra grevinna Mountbatten av Burma, född 14 februari 1924, död 13 juni 2017[1]
- Pamela Hicks, född 19 april 1929

## Död
Mountbatten mördades av IRA, som sprängde en fjärrstyrd bomb på hans fiskebåt Shadow V vid Mullaghmore i grevskapet Sligo på Irland. Hela familjen var ute och fiskade när båten sprängdes. Ombord på båten fanns hans dotter Patricia Mountbatten, hennes make John Knatchbull, deras 14-åriga tvillingsöner Nicholas och Timothy Knatchbull samt John Knatchbulls mor Doreen Knatchbull. Utöver Louis Mountbatten avled även hans barnbarn Nicholas samt en 15-årig besättningsmedlem i explosionen. Doreen Knatchbull avled följande dag på sjukhus av sina skador. Attacken väckte internationell uppmärksamhet och fördömdes världen över. Attacken mot Mountbatten genomfördes samma dag som Warrenpointmassakern.
Hans död skildras i TV-serien The Crown.

## Utmärkelser

### Brittiska utmärkelser

#### Ordnar
- Kommendör av Johanniterorden, första klassen (KStbJoh1kl) 1943
- Riddare av Strumpebandsorden (RStbStrumpebO) 1946
- Storkorset av Indiska Stjärnorden 1947
- Storkorset av Indiska Imperieorden 1947
- Storkorset av Bathorden 1955
- Order of Merit 1965

#### Adelskap
- Upphöjd till vikomt som Viscount Mountbatten av Burma, av Romsey i grevskapet Southampton 1946
- Upphöjd till greve som Earl Mountbatten av Burma 1947
  - Mountbatten fick även en baronvärdighet detta år som Baron Romsey, av Romsey i grevskapet Southampton.

### Utländska utmärkelser
- Riddare av Kungl. Serafimerorden (RSerafO), Sverige 1952
  - Inskriven i matrikeln som Louis, Greve Mountbatten av Burma[5][6]